# Janice Raymond
Janice G. Raymond (24 de janeiro de 1943) é uma ativista conhecida por seu trabalho contra a violência, a exploração sexual e o "abuso médico" contra as mulheres, bem como  escritos e trabalhos controversos contra a exploração abusiva da disforia transexual e transgéneros pela comunidade médica. Ela é também a autora de cinco livros e de vários artigos, traduzidos em vários idiomas, sobre questões que vão desde a transexualidade, a violência contra as mulheres, saúde da mulher, a teoria feminista e a bio-medicina. Ela publicou diversos artigos sobre a prostituição e o tráfico sexual. Janice faz palestras internacionalmente sobre muitos tópicos através da Coligação Contra o Tráfico de Mulheres. Suas declarações sobre transexualidade e transexuais têm sido criticadas por muitos na LGBT e comunidades feministas como sendo transfóbicas e como constituindo discurso de ódio.

## Carreira acadêmica
Janice G. Raymond é professora emérita de Estudos sobre as mulheres e ética médica na Universidade de Massachusetts em Amherst. Ela era um membro do corpo docente na Universidade de Massachusetts em Amherst , de 1978.

## Vida pessoal
Janice Raymond é uma ex-membro das Irmãs da Misericórdia. mais tarde, ela deixou o convento e agora é abertamente lésbica.

## Prémios e distinções
Em 2007, a Dr. Raymond recebeu o "Prêmio Internacional da Mulher, em 2007, da Zero Tolerance Trust, em Glasgow, na Escócia.
Em 1986, o livro de Raymond,  A Passion for Friends: a Philosophy of Female Friendship, foi nomeado o melhor livro de não-ficção do ano, pela revista City Limits. 
Raymond tem sido a destinatária de bolsas do Departamento de Estado dos EUA, o Instituto Nacional de Justiça dos EUA, a Fundação Ford, a United States Information Agency, a National Science Foundation, a Organização para a Investigação e Desenvolvimento (NORAD) da Noruega e a UNESCO.

### Escritos sobre transexualidade
Em 1979, Raymond publicou um livro sobre a transexualidade chamado The Transsexual Empire: The Making of the She-Male. Controverso até hoje, aborda para o papel da transexualidade – as abordagens particularmente psicológica e cirúrgicas para ela – em reforçar os estereótipos tradicionais de gênero, as formas em que o complexo médico-psiquiátrico "medicaliza" a "identidade de gênero" e o contexto social e político que ajudou a disseminar o tratamento a transexuais e a cirurgia como normal e terapêutico.
Raymond mantém que a transexualidade é baseada em mitos patriarcais de "macho maternal" e "criar a mulher de acordo com a imagem do homem." Ela afirma que isso é feito com o objetivo de "colonizar a identificação, a cultura, a política e a sexualidade feminista", acrescentando: "Todas as mulheres transexuais estupram o corpo da mulher, reduzindo a real forma feminina a um artefato, apropriando-se deste corpo para si... Transexuais apenas cortam os mais óbvios meios de invadir as mulheres, de modo que eles parecem não invasivos."
Estes pontos de vista sobre a transexualidade têm sido criticados por muitos na comunidade LGBTQ+ e nas comunidades feministas como extremamente transfóbicos e como constituindo em discurso de ódio contra pessoas transexuais.
Em Império Transsexual Janice Raymond inclui seções sobre Sandy Stone, mulher trans, que já havia trabalhado como engenheira de som para Olivia Records, e Christy Barsky, acusando-os de criar divisões nos espaços das mulheres. Estes escritos tem sido fortemente criticados como ataques pessoais contra estes indivíduos.

### Escritos sobre a prostituição e o tráfico sexual
Em 2000, Raymond co-publicou um dos primeiros estudos sobre o tráfico nos Estados Unidos chamado Sex Trafficking in the United States: Links Between International and Domestic Sex Industries. Em 2002, dirigiu e co-escreveu um projeto multi-país, nas Filipinas, Indonésia, Tailândia, Venezuela e Estados Unidos, chamado Women in the International Migration Process: Patterns, Profiles and Health Consequences of Sexual Exploitation.
Entre os muitos artigos que publicou sua obra intitulada "Ten Reasons for Not Legalizing Prostitution and a Legal Response to the Demand for Prostitution" tem sido traduzido para mais de 10 idiomas. Este ensaio examina os modelos legislativos que legalizaram ou descriminalizam a indústria da prostituição e as racionalidades que a apoiam e argumenta que a legitimação do comércio do sexo tem causado danos às mulheres invisíveis. Raymond apoia o modelo jurídico alternativo de rejeitar a legalização e a descriminalização da indústria do sexo e penalizar o homem que procura a compra de mulheres e crianças para fins de exploração sexual.

### Livros
- Raymond, Janice G. (1979). The transsexual empire. Boston, Massachusetts: Beacon Press. ISBN 9780807021644 Reprinted by Teachers College, Columbia University, New York; Editions du Seuil, Paris (1994).
- Raymond, Janice G.; Leidholdt, Dorchen, eds. (1990). The sexual liberals and the attack on feminism. New York: Pergamon Press. ISBN 9780807762394
- Raymond, Janice G.; Dumble, Lynette J. (1991). RU 486: misconceptions, myths and morals. Melbourne / Hamburg / Dhaka, Bangladesh: Spinifex Press / Konkret Literatur Verlag / Narigrantha Prabartan. ISBN 9781742198446
- Raymond, Janice G. (1993). Women as wombs: reproductive technologies and the battle over women's freedom. San Francisco / Melbourne / Munich: Harper / Spinifex Press / Frauenoffensive. ISBN 9780062508997
- Raymond, Janice G. (1996). A passion for friends: toward a philosophy of female affection. Boston / London / Munich: Beacon Press / the Women's Press  / Frauenoffensive. ISBN 9780807067246 Reprinted by Spinifex Press, Melbourne (2001).
- Raymond, Janice G.; Hughes, Donna M.; Gomez, Carol (março de 2001). Sex trafficking of women in the United States: international and domestic trends. Kingston, Rhode Island: Coalition Against Trafficking in Women Pdf.

### Capítulos de livros
- Raymond, Janice G. (1999), «Class matters: Yes it does», in:  Zmroczek, Christine; Mahony, Pat, Women and social class – international feminist perspectives, ISBN 9781857289299, London: University College Press, (Taylor and Francis Group), pp. 105–113.
- Raymond, Janice G.; Hynes, H. Patricia (2002), «Put in harm's way: The health consequences of sex trafficking in the United States», in:  Silliman, Jael; Bhattacharjee, Anannya, Policing the national body: Race, gender, and criminalization, Boston: South End Press, pp. 197–229
- Raymond, Janice G. (2004), «Ten reasons for not legalizing prostitution and a legal response to the demand for prostitution», in:  Farley, Melissa, Prostitution, trafficking and traumatic stress, Binghampton: Haworth Press, pp. 315–332 Translated into many languages including French, German, Italian, Spanish, Portuguese, Finnish, Norwegian, Hungarian, Estonian, Bulgarian, Croatian, Romanian, Russian and Hindi.

### Artigos
- Raymond, Janice G. (11 de abril de 1993). «RU 486: Miracle drug turns nasty». Los Angeles Times. Tribune Publishing. pp. M5
- Raymond, Janice G. (1995). Report to the United Nations special rapporteur on violence against women: Prostitution and trafficking. [S.l.]: Coalition Against Trafficking in WomenReport to the United Nations special rapporteur on violence against women: Prostitution and trafficking. Coalition Against Trafficking in Women.
- Raymond, Janice G. (11 de dezembro de 1995). «Perspective on human rights: Prostitution is rape that's paid for». Los Angeles Times. Tribune Publishing. pp. B6
- Raymond, Janice G. (janeiro–fevereiro de 1998). «Prostitution as violence against women: NGO stonewalling in Beijing and elsewhere». Elsevier. Women's Studies International Forum. 21 (1): 1–9. doi:10.1016/S0277-5395(96)00102-1.
- Raymond, Janice G. (setembro–outubro de 2002). «The new UN trafficking protocol». Elsevier. Women's Studies International Forum. 25 (5): 491–502. doi:10.1016/S0277-5395(02)00320-5.
- Raymond, Janice G. (janeiro de 2004). «Ten reasons for not legalizing prostitution and a legal response to the demand for prostitution». Taylor and Francis. Journal of Trauma Practice. 2 (3-4): 315–332. doi:10.1300/J189v02n03_17.
- Raymond, Janice G. (outubro de 2004). «Prostitution on demand: Legalizing the buyers as sexual consumers». Sage. Violence Against Women. 10 (10): 1156–1186. doi:10.1177/1077801204268609.